# Бюро сельскохозяйственных наук Австралии
Бюро сельских наук Австралии является научным учреждением в рамках австралийского Министерства сельского хозяйства, рыболовства и лесного хозяйства.
Бюро сельских наук Австралии предоставляет научные консультации правительству для поддержки более выгодного, конкурентоспособного и устойчивого использования природных ресурсов Австралии. Бюро является важным звеном взаимодействия между наукой и политикой правительства.